# Portishead
Portishead é uma banda britânica de rock alternativo formada no ano de 1991 em Bristol, Inglaterra. Sua formação se deu quando Geoff Barrow (samples e letras) conheceu Beth Gibbons (vocal) num coffee-break durante um curso de empreendedorismo. Geoff fazia samples para outras bandas, mas depois que formou o Portishead com outros integrantes de uma banda de jazz, ele passou a se dedicar somente à banda. Portishead é o nome da cidade natal de Geoff Barrow.

## História
A banda foi formada em Bristol em 1991, por Geoff Barrow, Beth Gibbons e Adrian Utley. Anteriormente, Barrow havia trabalhado com artistas como Massive Attack e Tricky, Gibbons cantava em pubs e Utley tocava guitarra com artistas de jazz como Big John Patton e The Jazz Messengers. O trio criou o curta To Kill a Dead Man, inspirado em filmes de espionagem, e sua trilha sonora persuadiu a Go! Beat Records a assinar com a banda.

### Dummy(1994)
O primeiro álbum dos Portishead, Dummy, foi lançado em 1994 e seu primeiro compacto foi "Numb". Apesar da aversão da banda à cobertura da mídia, o álbum foi bem sucedido tanto na Europa quanto nos Estados Unidos (onde vendeu mais de 150 mil cópias antes mesmo da banda ter realizado turnê pelo país).
Dummy originou dois compactos de sucesso, "Glory Box" (usado no filme Beleza Roubada) e "Sour Times", e proporcionou à banda o Mercury Music Prize em 1995.

### Portishead(1997)
Após o sucesso inicial, a banda distanciou-se por três anos até o lançamento do segundo álbum, Portishead. "All Mine" atingiu o top 10 das paradas musicais do Reino Unido.

### Roseland NYC Live(1998)
Ainda em 1997, a banda apresentou-se em um concerto com cordas com a Orquestra Filarmônica de Nova Iorque no Roseland Ballroom, Nova Iorque. O álbum Roseland NYC Live apresenta esses novos arranjos com cordas. O concerto também foi lançado em vídeo, originalmente VHS em 1998 e posteriormente DVD em 2002, este com mais material extra incluindo vídeos musicais antigos da banda.

### Hiato (1999–2005)
Nos anos seguintes, os integrantes concentraram-se em trabalhos solo ou outros projetos, até que em fevereiro de 2005 a banda apresenta-se ao vivo, após sete anos, num concerto em Bristol em pról das vítimas do Terremoto do Índico em 2004. Na mesma época, Barrow revela que a banda estava no processo de composição do terceiro álbum. Em agosto de 2006 a banda disponibilizou novas canções em seu MySpace.

### Third(2008)
Em 2 de outubro de 2007, os integrantes da banda anunciaram que o novo álbum, Third, havia sido mixado e estava próximo da conclusão, sendo planejado para lançamento no início de abril de 2008. O lançamento de fato acabou sendo adiado para 28 de abril.

## Membros
- Beth Gibbons - vocais
- Geoff Barrow - produção
- Adrian Utley - guitarra

## Discografia

### Álbuns de estúdio
- Dummy (1994)
- Portishead (1997)
- Third (2008)

### Álbuns ao vivo
- Roseland NYC Live (1998)

### Compilações
- Glory Times (1995, contém os compactos "Glory Box" e "Sour Times")

### Compactos
- "Numb" (1994)
- "Roads"
- "Sour Times" (1994)
- "Glory Box" (1995)
- "Sour Times" (1995) (relançamento)
- "Wandering Star" (1995) (promo norte-americano)
- "Cowboys" (1997)
- "All Mine" (1997)
- "Over" (1997)
- "Only You" (1998)
- "Machine Gun (2008)
- "The Rip (2008)

## Videografia
- Roseland NYC Live (1998, VHS; 2002, DVD)